# Peter Rohwein
Peter Rohwein (* 26. Juni 1962 in Isny im Allgäu) ist ein ehemaliger deutscher Skispringer. Von Oktober 2004 bis März 2008 war er Bundestrainer der DSV-Skispringer.

## Werdegang

### Aktive Karriere
Als aktiver Sportler begann Rohwein zunächst in der Nordischen Kombination, wurde dann aber in der Skisprungmannschaft aufgestellt. Als Skispringer nahm er mehrfach an WM- und Olympiawettbewerben teil. 1981 gewann er in Neustadt die Deutschen Jugend-Meisterschaften. 1984 wurde er deutscher Meister auf der 90-Meter-Schanze in Ruhpolding. Von 1980 bis 1988 war er Teilnehmer der Vierschanzentournee. Seine besten Weltcup Platzierungen waren zwei sechste Plätze in Engelberg 1982 und Chamonix 1985. Mit den Winterspielen 1988 beendete er seine Karriere als aktiver Sportler. Im selben Jahr wurde er von Ewald Roscher in dessen Trainerteam berufen.

### Trainerlaufbahn
Von 2000 bis 2003/2004 betreute er als Sprungtrainer die deutsche Nationalmannschaft in der Nordischen Kombination. Er führte sie wieder an die Weltspitze und feierte etliche Erfolge mit dem Team. Im Oktober 2004 löste er Wolfgang Steiert als Bundestrainer der DSV-Skispringer ab. Zur Saison 2008/2009 wurde er von Werner Schuster abgelöst. Später trainierte er zusammen mit Bernhard Metzler den B-Kader des DSV.

## Erfolge

### Weltcup-Platzierungen
| Saison  | Platz | Punkte |
| ------- | ----- | ------ |
| 1980/81 | 55.   | 05     |
| 1981/82 | 37.   | 19     |
| 1983/84 | 42.   | 18     |
| 1984/85 | 43.   | 12     |
| 1985/86 | 22.   | 30     |
| 1986/87 | 49.   | 09     |
| 1987/88 | 64.   | 05     |

## Privates
Peter Rohwein ist gelernter Zahntechniker und Diplom-Trainer. Er ist verheiratet und hat einen Sohn.